# Gospel Blues
Gospel Blues oder Holy Blues (Heiliger Blues) ist eine auf dem Blues basierende Form der Gospelmusik, die seit den Anfängen der Bluesmusik besteht und die Bluesgitarre mit christlichen Texten kombiniert.
Bedeutende Vertreter des Gospel Blues sind unter anderem Blind Willie Johnson, Sister Rosetta Tharpe, Reverend Gary Davis und Washington Phillips. 
Bluesmusiker wie Boyd Rivers, Blind Lemon Jefferson, Charley Patton, Sam Collins, Josh White, Blind Boy Fuller, Blind Willie Mctell, Bukka White, Sleepy John Estes und Skip James veröffentlichten Gospel Blues, nicht selten unter Pseudonym.
Zu den Bluesmusikern, die sich dem christlichen Glauben verschrieben oder sogar Prediger wurden, gehören unter anderem Reverend Robert Wilkins und Ishman Bracey.